# Kweku Turkson
Kweku Turkson (uttalat: Kwiku Texon), född 12 mars 1986, är en svensk före detta fotbollsspelare.

## Karriär
Den 27 april 2003 gjorde Turkson debut i Allsvenskan för AIK, då han i den 87:e minuten byttes in i 3–0 vinsten över Örgryte IS. Han är den tredje yngste som spelat i Allsvenskan för AIK efter Alexander Östlund och Tommy Stenborg. Han gjorde ytterligare två inhopp för AIK och spelade endast 45 minuter i Allsvenskan. 2005 provspelade han för Rangers FC samtidigt som svensken Bojan Djordjic spelade för klubben. Rangers FC visade stort intresse för Turkson men transferfönstret stängde innan affären gick i hamn. 2007 spelade han för Väsby United. Under 2009 spelade han för Hammarby TFF.

## Privatliv
Kweku Turksons äldre bror Kwamena Turkson har vunnit två EM-brons i boxning och hans farbror Robert William Turkson jr har spelat i Ghanas högsta fotbollsserie.
Han växte upp i Stockholmsförorten Rinkeby och spelade under några år ihop med barndomsvännen Martin Mutumba i Vasalunds IF och i AIK. Turkson har en svensk mor och ghanansk far.